# Estadio Manuel Flores
El Estadio Manuel Flores es un estadio de fútbol ubicado en Huanuni, Bolivia, a 3970 m s.n.m.
A diferencia de la mayoría de los estadios de Bolivia el escenario dispone de una pista atlética de tierra. En la actualidad el escenario es utilizado principalmente para los partidos de fútbol del Club Huanuni de la Liga de Fútbol Profesional Boliviano. Tiene una capacidad aproximada de 10000 personas.

## Historia
Ha sido sede de un campeonato nacional de fútbol a finales de la década de los años 1950, cuyo principal promotor para llevar adelante el torneo fue Manuel Flores, a quien se debe el nombre del campo. Posteriormente, se jugó el campeonato mixto de fútbol con los equipos de San José e Internacional de Oruro; 